# Chiesa di San Tommaso (Lipsia)
La chiesa di San Tommaso (in tedesco: Thomaskirche) è un luogo di culto luterano di Lipsia. È principalmente conosciuto come luogo in cui Johann Sebastian Bach (che vi è sepolto) lavorò come maestro di cappella.

## Storia
Una prima chiesa dedicata a San Tommaso apostolo con annesso convento dei Canonici Regolari di Sant'Agostino venne costruita fra il 1212 e il 1220 nei pressi del mercato della città di Lipsia per custodire alcune reliquie del santo apostolo. Nel XV secolo, per volere del vescovo Thilo von Trotha, la chiesa venne ricostruita e fu solennemente consacrata il 10 aprile dell'anno 1496.
Già edificio religioso cattolico, nel 1539 la chiesa fu luogo della predica di Pentecoste di Martin Lutero. Seguendo gli sviluppi storici della Sassonia, divenne un luogo di culto protestante.
Dopo la soppressione del convento, divenne, nel 1869, parrocchia autonoma e, durante questo periodo, l'architetto Constantin Lipsius ridisegnò la facciata in stile neogotico, eliminando tutte le decorazioni rinascimentali e barocche. La chiesa venne gravemente danneggiata dal bombardamento aereo del 4 dicembre 1943 e, dopo la fine della seconda guerra mondiale, si diede inizio ai lavori di ricostruzione, durante i quali venne riedificata la volta e nuovamente modificata la facciata. Nel 1950, poi, furono tumulati nella chiesa, in occasione del bicentenario della morte, i resti mortali di Johann Sebastian Bach, kantor del Coro di San Tommaso dal 1723 al 1750, che precedentemente si trovavano nella chiesa di San Giovanni, distrutta durante la guerra.

## Arte e architettura

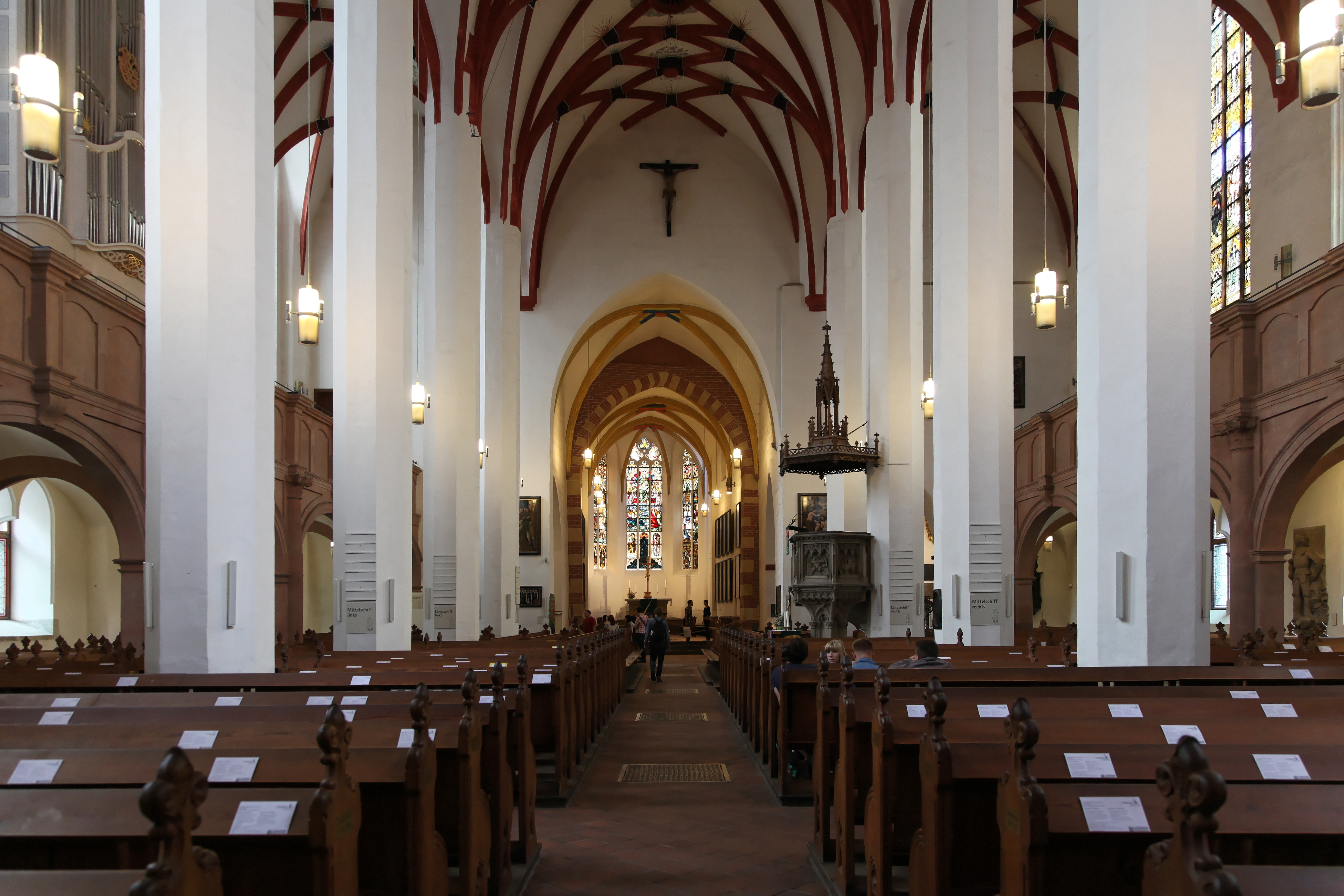
Interno

La chiesa di San Tommaso è situata nel centro storico della città di Lipsia, nel Thomaskirchhof. Attualmente, della struttura romanica della chiesa primitiva non rimane nulla, e la chiesa quattrocentesca è in stile gotico.
L'esterno è caratterizzato dagli spioventi del tetto, che, con i loro 63° di inclinazione, sono tra i più inclinati in Germania. La facciata principale, rivolta verso ovest, è decorata dal grande portale in stile neogotico, dedicato al musicista Felix Mendelssohn che, nel XIX secolo, operò nella chiesa. In prossimità dell'abside, invece, sorge l'alta torre campanaria, di 68 metri, alla base quadrata per poi diventare ottagonale al secondo ordine. Alla destra della chiesa, vi è la statua di Johann Sebastian Bach, realizzata da Carl Seffner nel 1908.
L'interno della chiesa è a sala con tre navate coperte con elaborate volte a crociera sorrette da semplici pilastri ottagonali rivestiti con intonaco bianco. Le due navate laterali, poi, a circa un terzo della loro altezza, sono inframmezzate da un matroneo con semplice balaustra in pietra. In fondo alla navata centrale, si trova il profondo coro terminante con abside poligonale. Qui si trova la tomba di Johann Sebastian Bach. A metà della chiesa, invece, vi è il pulpito gotico decorato con sculture in stile.

## Musica
Già dal Duecento ospitava il Thomanerchor, ossia il coro di San Tommaso, oggi uno dei più famosi cori di voci bianche in Europa.
La chiesa è famosa anche per il fatto di essere stata tra il 1723 ed il 1750 la sede principale di lavoro di Johann Sebastian Bach che vi operava come Kantor. Fu inoltre il luogo della prima rappresentazione di diverse sue composizioni, ad esempio della Passione secondo Matteo, opera per altro rimasta semisconosciuta per molto tempo e riportata all'attenzione mondiale da Felix Mendelssohn, il quale la ripropose anche in questa chiesa. L'edificio divenne anche sede della tomba di Bach, sistemata nel 1950 nella Thomaskirche dopo alcuni spostamenti. Sempre dedicata a Bach è una scultura situata presso la chiesa.
Si esibisce regolarmente nella chiesa l'Orchestra del Gewandhaus (diretta da Mendelssohn tra il 1836 ed il 1860).

### Organi a canne
Il primo organo a canne della chiesa di cui si ha menzione risale al XV secolo e si tratta di uno strumento di modeste dimensioni. In seguito, nel 1511, sulla cantoria in controfacciata venne costruito un nuovo strumento, più grande, sostituito nel 1601 da un organo costruito da Johann Lange. Nel 1773, poi, fu installato un nuovo organo a canne, sul quale suonò anche Mozart. Questo organo venne però alienato nel 1885 per far posto ad all'attuale strumento, realizzato da Wilhelm Sauer (opus 501, completato nel 1889), dal quale venne rifatto e ampliato nel 1907-1908 (opus 1012). Adatto al repertorio romantico, è a trasmissione pneumatica e dispone di 88 registri su tre manuali e pedale; la sua cassa neogotica fu disegnata da Constantin Lipsius.
Nel 1967, sul matroneo settentrionale, venne costruito dalla ditta organaria Karl Schuke Berliner Orgelbauwerkstatt un nuovo organo a canne, sostituito nel 2000 da un organo barocco di Gerald Woehl e trasferito nel duomo di Fürstenwalde. Quest'ultimo ha 61 registri su quattro manuali e pedale ed è a trasmissione integralmente meccanica. Dello stesso organaro è l'organo positivo da continuo, risalente al 2003.

## Campane
La torre contiene otto campane per un peso totale di 10,8 tonnellate. Il campanone e la campana più preziosa è la Gloriosa, fusa nel 1477 da Theodericus Reinhard; si suona solo nelle solennità. I suoi famosi disegni incisi sono stati creati da Nikolaus Eisenberg. La seconda, Mittelglocke (mezzana), fu fusa nel 1574 da Wolf Hilliger, e la cosiddetta Mönchs- oder Beichtglocke (campana del monaco o confessionale) fusa nel 1634 da Jakob König, anch'essa suona le ore. La più piccola delle campane storiche è la Gebetsglocke (campana della preghiera), opera del maestro Christophorus Gros del 1585. Una campana dell'orologio nella lanterna della torre batte i quarti. Nel 2020/21 sono state rinnovate le suddette campane. Nella fonderia di campane Bachert sono state create anche quattro nuove campane con iscrizioni che riprendono le parole dei mottetti di Johann Sebastian Bach. Nel Giorno della Riforma 2021, tutte e otto le campane hanno suonato insieme per la prima volta.